# Yarlet
Yarlet är en by i civil parish Marston, i distriktet Stafford, i grevskapet Staffordshire i England. Byn är belägen 6 km från Stafford. Yarlet var en civil parish 1866–1934 när blev den en del av Marston. Civil parish hade 86 invånare år 1931. Byn nämndes i Domedagsboken (Domesday Book) år 1086, och kallades då Erlide.